# あいち戦国姫隊

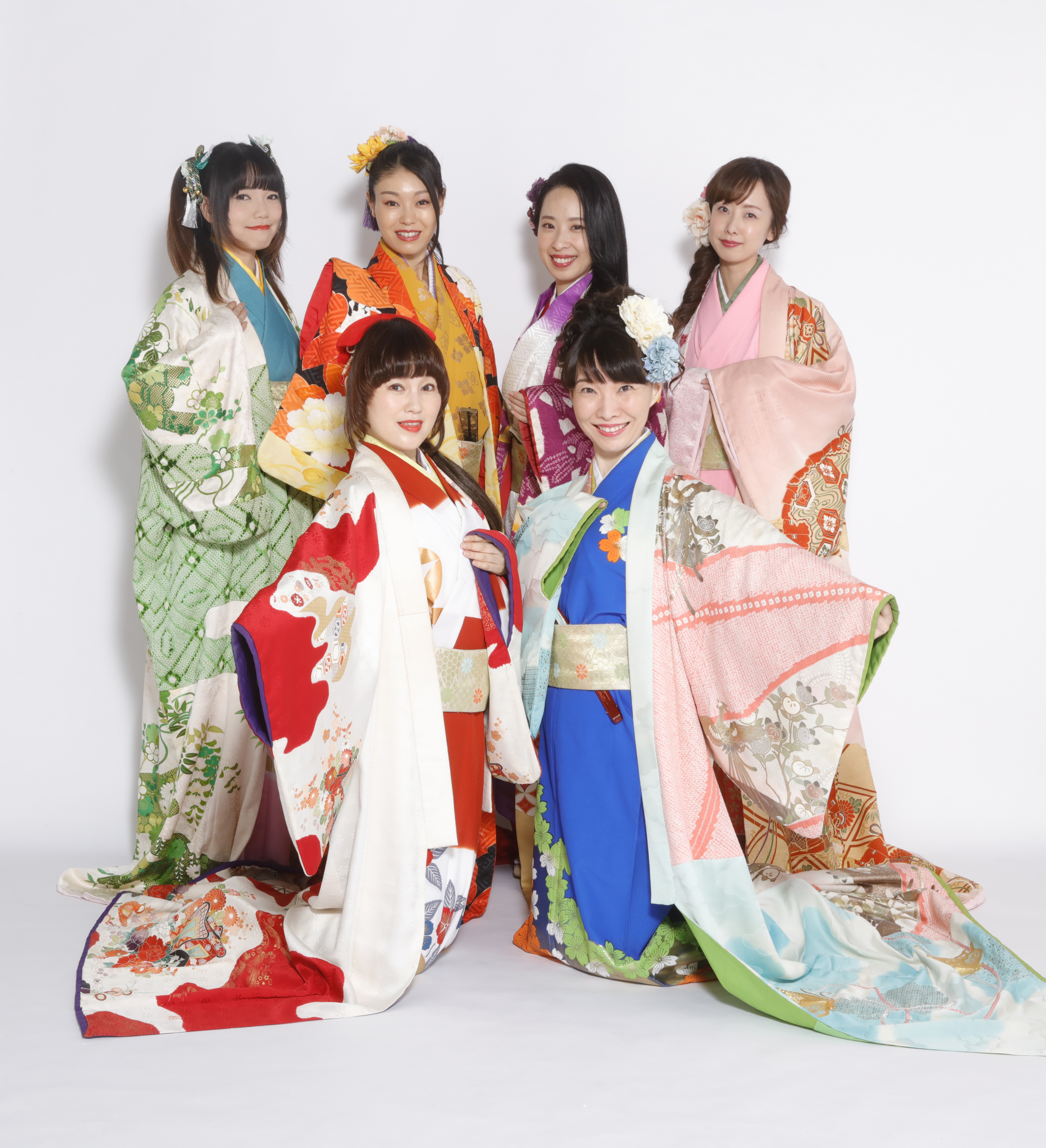
PRINCESS SAMURAI of JAPAN あいち戦国姫隊＜2020/08＞

あいち戦国姫隊（あいちせんごくひめたい）は、「武将のふるさと愛知」をPRするために結成されたおもてなし武将隊。女性のみで構成されることから「姫隊」となっている。現在の正式名称は、PRINCESS SAMURAI of JAPAN / あいち戦国姫隊。
他の武将隊では自らのファンを「家臣」と呼ぶが、姫隊では姫を応援する人という意味で「援軍」と呼ぶ。愛言葉は「一期一会」。

## 概要
名古屋などほかの武将隊と同様、国の緊急雇用創出事業交付金を利用することで2011年（平成23年）7月に結成され、8月5日に名古屋城宵まつりで公式活動を開始した。当初演出家は福村芳博氏。途中からプロデュースは名古屋西川流・西川千雅。県内の城やイベント会場に赴き、歌や演舞、写真撮影などで来場者をおもてなしするもので、当初は毎週水曜日に清洲城、木曜日に犬山城、金曜日に岡崎城で活動し、土日は各地のイベントで愛知のPR活動を行なっていた。交付金が終了するため当初は2011年度で活動を終了する予定だったが、観光地などへの集客効果があったことから愛知県が活動費を予算計上することで2012年度も活動が継続された。
2013年（平成25年）3月31日をもって、初期メンバーのうち於大、吉乃、市が卒業。、2013年4～5月は残った3人で活動を継続する一方、補充メンバーの募集が行われ。2013年5月29日、名古屋城本丸御殿（復元）玄関・表書院の一般公開開始に合わせて2代目の於大、吉乃、市のお披露目が行われた。なお2013年度の平日の演舞は水曜日名古屋城、木曜日犬山城、金曜日岡崎城に変更された。2代目吉乃は2014年3月で卒業。2014年5月5日に名古屋城で3代目吉乃のお披露目が行なわれた。
2015年2月に公式HPにおいて、2015年3月末をもっていったん活動終了したが、同年7月民間企業へ運営を移し江を除くメンバー5名が参加し「PRINCESS SAMURAI戦国姫隊」を結成して活動再開、10月より愛知県の認可を得て「AICHI PRINCESS SAMURAI あいち戦国姫隊」として活動を開始した。
2016年4月30日、名古屋城にて新たに三代目の“於大”、“おね”に、二代目“江”を加えた6人体制で、新生「PRINCESS SAMURAI of JAPAN / あいち戦国姫隊」の活動がスタートした。
2016年～2018年3月、各種観光事業、国際交流事業、イベント、パーティー等に出演、活動の場を広げる。
2018年、金シャチ横丁の公式サポーターに就任。
2020年4月5日 2011年からの唯一の初期メンバーだった“まつ”が出立。
2020年8月5日、結成9周年を迎え、新たに四代目“おね”、二代目“まつ”を加えた新しい6人体制での活動がスタートした。
2023年6月30日、三代目”於大”が出立。
2023年9月23日、四代目”於大”が加入した。
2024年4月27日　二代目”江”、”まつ”が出立
2024年5月26日　三代目”まつ”　加入
2024年７月６日　”茶々”　加入

## メンバー
※PRINCESS SAMURAI of JAPAN / あいち戦国姫隊に参加
- お市の方 - 織田信長の妹、浅井長政正室、柴田勝家正室
- 江 - お市の三女、織田信長の姪、江戸幕府2代将軍徳川秀忠正室、江戸幕府3代将軍徳川家光生母、浅井三姉妹三女
  - ※旧）AICHI PRINCESS SAMURAI　あいち戦国姫隊には不参加
- 生駒吉乃 - 織田信長側室、織田信忠・織田信雄・徳姫生母
- 寧々 -（おね、ねね） 豊臣秀吉正室（北政所、高台院）・2018年は不参加
- まつ - 前田利家正室、前田利長生母
- 於大の方 - 徳川家康生母
- 茶々-お市の長女、織田信長の姪、豊臣秀吉側室（淀殿）、豊臣秀頼生母

## 主なゆかりの地
- お市の方 - 愛知県：清須市、岐阜県：岐阜市、滋賀県：長浜市、福井県：福井市
- 江 -　滋賀県：長浜市、福井県：福井市、岐阜県：岐阜市、愛知県：常滑市、京都府：亀岡市、京都市、東京都：千代田区、港区
- 生駒吉乃 - 愛知県：江南市、小牧市
- 寧々 - 愛知県：名古屋市中村区、清須市、岐阜県：岐阜市、大阪府：大阪市、京都府：京都市
- まつ - 愛知県：あま市、清須市、名古屋市中川区、石川県：金沢市、京都府：京都市北区、東京都
- 於大の方 - 愛知県：東浦町（於大公園）、蒲郡市、静岡県：静岡市、浜松市、京都府：京都市伏見区
- 茶々-滋賀県：長浜市、福井県：福井市、岐阜県：岐阜市、京都府：京都市、大阪府：大阪市、愛知県：清須市

## 活動場所

### 2011年8月 - 2013年3月
- 第1・3水曜日：清洲城
- 第2・4水曜日：徳川園（2012年7月より）
- 木曜日：犬山城（城前広場）
- 金曜日：岡崎城（三河武士のやかた家康館前）

### 2013年4月より
- 水曜日：名古屋城：2013年6月より予定。5月までは第1・3水曜日
- 木曜日：犬山城（城前広場）
- 金曜日：岡崎城（三河武士のやかた家康館前）

### 2014年4月より
- 水曜日：名古屋城
- 木曜日（第2以外）：犬山城（城前広場）
- 金曜日（第4以外）：岡崎城（三河武士のやかた家康館前）
- 第2木曜日、第4金曜日　岐阜公園（岐阜城 ロープウェイ前）

### 2015年10月より
- 大須にて「戦国姫と歩こう」ツアー
- 大須の老舗ライブハウスElectric Lady Landなどでライブ活動

### 2018年4月より
- 名古屋城「金シャチ横丁」公式サポーター活動（2024年より”かたりべ”に変更）
- ライブ活動
- 姫ファンミ（2024/8）
- ぷりさむラジオ：毎週水曜夜9時！ ツイキャス音声ライブ配

## CD
- 「一期一会」／あいち戦国姫隊
- 「今、出で発ちの時」／PRINCESS SAMURAI of JAPAN あいち戦国姫隊（2018.1）
  - LET’S BE PRINCESS
  - 不失花～うせざるはな～
  - ゆめカナウナラ
  - 今、出で発ちの時 （全4曲）